# Kir Mlađi
Kir Mlađi ili Cir Mlađi, drugi od četiri sinova Darija II.., perzijski princ i satrap Lidije.
Godine 409. pr. Kr. Atenjani prodiru u Malu Aziju i pale žito u Lidiji. Tada Kir Mlađi postaje zapovjednik trupa u Maloj Aziji. Kir počinje davati veliku novčanu pomoć Sparti. To omogućuje Sparti da pobjedi i prekine opskrbljivanje Atene žitom iz oblasti oko Crnog mora. Glađu pritisnuta Atena predaje se 404. pr. Kr.
Godine 404. pr. Kr. Kirov stariji brat Artakserkso II. postaje vladar, s čime se Kir Mlađi nikako ne slaže. Kir Mlađi je pokušao organizirati ubojstvo Artakserksa II. Pri tome je uhvaćen, a majka Parisatida traži od Artakserksa II. da ga poštedi, što ovaj i čini.
Kir Mlađi je pomogao Sparti pobijediti Atenu 404. pr. Kr. Počeo je koristiti Spartance da bi regrutirao grčke plaćenike i skupljao vojsku da opet krene protiv brata. Kad je sakupio vojsku 401. pr. Kr. Kir Mlađi kreće sa svojom vojskom da svrgne Artakserksa II. U bici kod Kunakse 401. pr. Kr. Kir Mlađi pogiba.

## Poveznice
- Perzijsko Carstvo
- Bitka kod Kunakse
- Deset tisuća
- Artakserkso II.

| Prethodnik:                    | Satrap Lidije (408. – 401. pr. Kr.) | Nasljednik:                    |
| Tisafern (415. – 408. pr. Kr.) | Satrap Lidije (408. – 401. pr. Kr.) | Tisafern (401. – 395. pr. Kr.) |

## Vanjske poveznice
- Kir Mlađi (VI. poglavlje), enciklopedija Iranica, Rüdiger Schmitt  Arhivirana inačica izvorne stranice od 31. srpnja 2009. (Wayback Machine)
- Kir Mlađi (enciklopedija Britannica)
- Kir Mlađi (Livius.org, Jona Lendering)  Arhivirana inačica izvorne stranice od 6. listopada 2014. (Wayback Machine)
- Kir Mlađi (Dialogues-de-platon.org)
- Popis lidijskih satrapa (Livius.org, Jona Lendering)  Arhivirana inačica izvorne stranice od 6. ožujka 2009. (Wayback Machine)